# Diego de Lepe
Diego de Lepe, né à Palos de la Frontera (Espagne) en 1460, mort au Portugal en 1515, est un navigateur espagnol. Il explore les côtes du nord-est du Brésil vers 1500.

## Biographie
En 1499, Diego de Lepe embarque pour la première fois pour les Indes occidentales, mais son expédition, partie du port de Palos de la Frontera, échoue.
Un an plus tard, il repart, de Séville cette fois, avec un équipage de 40 marins et deux caravelles. Bartolomé Roldán commande la première alors que le capitaine de la seconde est Pedro Sánchez del Castillo. En suivant la route de Vicente Yáñez Pinzón, après des escales aux Canaries et sur l'île de Fogo, Diego de Lepe atteint l'Amérique.
Les détails de ce deuxième voyage sont très peu connus. Selon certains historiens, il aurait atteint le littoral brésilien en février 1500, allant jusqu'à Cabo de Santo Agostinho. Selon certains autres, il aurait atteint la côte plus au nord, mais malgré tout sur le territoire de l'actuel Brésil. Il aurait donc débarqué au Brésil avant l'expédition de Pedro Álvares Cabral, arrivé en avril de la même année. Cependant, il a de toute manière été précédé par son cousin Vicente Yanéz Pinzón. 
Se sachant, selon le traité de Tordesillas, proche des territoires portugais, interdits à la navigation pour les Espagnols, il part vers le nord. Il atteint l'embouchure d'un fleuve qu'il appelle Marañón. Ce fleuve correspond selon les historiens au rio Pará ou à l'Amazone. Il remonte le fleuve et rencontre des Indiens belliqueux qui tuent onze membres de son équipage. Cette attaque n'est selon certains qu'une tentative de reprendre à Diego de Lepe les Indiens qu'il a capturé pour les ramener en Espagne. Retournant à la côte atlantique, il continue son voyage vers le nord, sans oser accoster, et croise l'embouchure d'un nouveau fleuve, qu'il nomme Santa Catalina, que les historiens reconnaissent comme l'Orénoque. Il parvient à l'île de la Trinité et tombe dans le golfe de Paria, à l'ouest de l'île, sur la flottille de Vicente Yáñez Pinzón. Certains auteurs pensent que leur rencontre a lieu plus au sud, vers l'embouchure du Pará, mais que Lepe voguant en tête, il peut être reconnu comme ayant découvert cette zone avant Yáñez Pinzón. Ils naviguent en tout cas ensemble de La Trinité à Tobago, puis en passant par la Guadeloupe jusqu'à Porto Rico et Hispaniola. Leurs routes se séparent alors et Diego de Lepe rentre en Andalousie. Il y arrive en août 1500.
À son retour en Europe, il prépare un troisième voyage mais meurt pendant sa préparation, au Portugal.

## Sources
- (es) www.abcdesevilla.es, « Diego de Lepe, descubridor de las costas de Brasil y Venezuela » (consulté le 20 novembre 2011)
- Juan Bosco Amores, « Historia de América » (consulté le 20 novembre 2011)